# Mikkel (dokumentarfilm)
|  | Denne artikel er oprettet af botten Steenthbot ud fra en ekstern database. Den kan derfor have sproglige fejl eller mangler. Denne skabelon kan fjernes efter kontrol af indholdet. |

Mikkel er en dansk dokumentarfilm fra 1950 instrueret af Jørgen Roos og Carl Weismann efter deres manuskript.

## Handling
Nogle mennesker finder en lille rævehvalp i skoven og tager den med hjem. Mikkel vokser op hos familien, men en dag sætter de den ud i skoven igen. Mikkel kan ikke finde sig til rette og søger igen til mennesker. Hos en anden familie har den det dejligt med sine legekammerater - to børn, to hunde og en kat. Men efterhånden får Mikkel uro i kroppen og må afsted. Den er uvant med at leve i naturen og får svært ved at klare sig. Morale: Lad dyrene blive i naturen.